# Derecho a la reagrupación familiar
El derecho a la reagrupación familiar o reunificación familiar es el derecho de los migrantes a mantener la unidad de su familia, pudiendo para ello reunir consigo a determinados parientes en el país al que se han desplazado. La raíz de la reagrupación se encuentra en la prohibición de injerencias arbitrarias en la vida de familia y la intimidad familiar. 
Es titular del derecho el inmigrante residente en un país. Se le pueden exigir determinados requisitos para ejercitarlo, como haber permanecido un tiempo mínimo en el país en que se encuentra o acreditar que dispone de los medios económicos necesarios para mantener a los reagrupados.
Los familiares que se reagrupan, por su parte, se consideran beneficiarios del derecho. Con carácter general, son reagrupables al menos el cónyuge y los hijos dependientes menores de edad. Este derecho puede extenderse a la pareja de hecho, a los ascendientes u otros familiares, en función de la normativa aplicable en cada Estado.
El derecho a la reagrupación familiar se reconoce, directa o indirectamente, en la Declaración Universal de los Derechos Humanos y tratados internacionales como los Pactos Internacionales de Derechos Humanos, la Convención sobre los Derechos del Niño, la Convención internacional sobre la protección de los derechos de todos los trabajadores migratorios y de sus familiares, la Carta Social Europea o el Convenio Europeo de Derechos Humanos.

El derecho a la unidad familiar es inherente al reconocimiento universal de la familia como el grupo fundamental de la sociedad, al cual se le debe dar protección y asistencia. Este derecho está consagrado en los instrumentos universales y regionales de derechos humanos y el derecho internacional humanitario, y se aplica a todos los seres humanos sin importar su condición. Por lo tanto, también se aplica en el contexto de los refugiados.
Mesa Redonda de Expertos en Ginebra de ACNUR sobre «La unidad de la familia» (2001).

- Datos: Q283791